# Walter Ulrich (Eishockeyspieler)
Walter Ulrich, auch Walter Ullrich, (* 15. Juni 1912 in Troppau; † 5. Juli 1965 in Ostrava) war ein tschechoslowakischer Eishockeyspieler.

## Karriere
Walter Ulrich nahm für die tschechoslowakische Eishockeynationalmannschaft an den Olympischen Winterspielen 1936 in Garmisch-Partenkirchen teil. Er spielte in der Mannschaft von DFK Komotau – in einem deutschsprachigen Sportklub der Tschechoslowakei.
Er kam beim Finalrundenspiel am 15. Februar 1936 gegen Kanada beim 0:7 zum Einsatz und wurde mit seiner Mannschaft Vierter der Olympischen Spiele und damit Zweiter der Europameisterschaftswertung.
Nach dem Zweiten Weltkrieg spielte Ulrich zusammen mit Ernst Eichler für den VfL Bad Nauheim.